# Ullevål hageby-linjen
Ullevål Hageby-linjen eller Gaustadlinjen er en del af Oslos sporveje, der går fra Stortorvet via Ullevål Hageby til Rikshospitalet.
Sporvejen startede som en af byens første hestesporveje, der blev oprettet 6. oktober 1875, og gik da mellem Vestbanestasjonen og Homansbyen. Efter at den blev elektrificeret i 1899, blev den forlænget til Adamstuen 24. september 1909. Ved samme lejlighed omlagdes den fra krydset Pilestredet og Josefines gate til den nuværende trace ad Thereses gate. Desuden anlagdes en ny driftsstrækning ad Sporveisgata til Homansby Remise. I 1925 forlængedes sporvejen til Ullevål hageby og i 1999 til Rikshospitalet i Gaustad. Efterfølgende kaldes hele strækningen mellem Jernbanetorget og Rikshospitalet officielt for Gaustadlinjen.
Sporvejen betjenes i dag af linje 17, Rikshospitalet – Grefsen, og linje 18, Rikshospitalet – Holtet. De betjenes normalt af toretningsvogne af typen SL-95, da endestationen ved Rikshospitalet ikke har nogen vendesløjfe. Hvis en enretningsvogn af typen SL-79 må indsættes i tilfælde af materielmangel, må den vendes ved den gamle endestation på John Colletts plass, hvor der er en vendesløjfe.